# Peter Horn (Dichter)

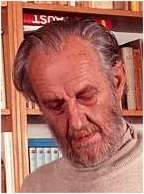
Peter Horn

Peter Rudolf Gisela Horn (* 7. Dezember 1934 in Teplitz-Schönau, Tschechoslowakei; † 23. Juli 2019 in Johannesburg) war ein südafrikanischer Dichter.

## Leben
Am Ende des Zweiten Weltkriegs flüchtete Peter Horn mit seiner Familie aus der wiedergegründeten Tschechoslowakei nach Bayern und dann nach Freiburg im Breisgau, wo er am Berthold-Gymnasium sein Abitur machte. 1954 wanderte er mit seinen Eltern nach Südafrika aus. Er arbeitete eine Zeit lang als Packer, Maurer, Laboratoriumsassistent, Photograph, Versicherungsagent und Lehrer an der Deutschen Schule Johannesburg.
Er studierte an der Universität Witwatersrand und dem College of Education (Johannesburg). Er war Dozent an der Universität Witwatersrand, der Universität von Südafrika und der Universität Zululand. Von 1974 bis 1999 war er Professor der Germanistik an der Universität Kapstadt.
Er war Autor von Gedichten, Kurzgeschichten und Essays.

## Preise und Ehrungen
- 1992 Noma Award: Honourable Mention for Poems 1964–1989
- 1993 Alex La Guma/Bessie Head Award für The Kaffir who read Books (publiziert unter dem Titel My Voice is under Control now)
- 1994 Honorary Fellow of the University of Cape Town
- 2000 Charles Herman Bosman Prize für My Voice is under Control now
- 2000 Finalist beim Caine Prize for African Writing
- 2010 SALA Lifetime Literary Award

## Werke
- Walking through our sleep. Ravan Press, Johannesburg 1974, ISBN 0-86975-036-4.
  - Review: Poems sincere to the point of pain. In: Natal Witness. 12. Dezember 1974.
- Silence in Jail. Scribe Press, Cape Town 1979, OCLC 85993985.
- Derrière le vernis du soleil, poèmes 1964-1989. Ausgewählt und aus dem Südafrikanischen ins Englische übersetzt von Jacques Alavarez-Péreyre. europePoesie, Paris 1993, OCLC 53869373.
- The Rivers which Connect us to the Past. Mayibuye books, Belville 1996, ISBN 1-86808-303-9.
- My Voice is Under control Now. Kurzgeschichten. Kwela Books, Cape Town 1999, ISBN 0-7957-0086-5.